# Hibiscus scottii
Hibiscus scottii é uma espécie de angiospérmica da família das Malvaceae.
Apenas pode ser encontrada no Iémen.
Os seus habitats naturais são: florestas secas tropicais ou subtropicais.